# 후카에바시역
후카에바시역(일본어: 深江橋駅, ふかえばしえき)은 일본 오사카부 오사카시 히가시나리구에 있는 철도역이다. 오사카시가 운영하는 지하철이 지난다.

## 개요 및 역 구조
상대식 2면 2선의 승강장이 있는 지하역이다. 개찰구는 1개소이다.

### 승강장
| 1 | ■ 주오 선 | 나가타 · 이코마 · 갓켄나라토미가오카 방면               |
| 2 | ■ 주오 선 | 모리노미야 · 혼마치 · 벤텐초 · 오사카코 · 유메시마 방면 |

## 역세권 정보
- 한신고속 13호선 히가시오사카 선
- 국도 479호선
- 히가시나리후카에바시 우체국
- 오사카 부립 히가시나리 고등학교
- 하나텐 중고차 센터 오사카 영업소
- 하나텐역 - 북쪽으로 약 1.5 km
- 신후카에 역 - 남쪽으로 약 1.2 km

## 역사
- 1968년 7월 29일: 주오 선 연장으로 영업 개시, 당초 종착역.
- 1985년 4월 5일: 주오 선 당역 ~ 나가타 간 연장 개통, 중간역이 됨.

## 인접역
| ■ 오사카 메트로 주오선       | ■ 오사카 메트로 주오선  | ■ 오사카 메트로 주오선   |
| ---------------------------- | ----------------------- | ------------------------ |
| C20 미도리바시 유메시마 방면 | ■ 오사카 지하철 주오 선 | 다카이다 C22 나가타 방면 |